# NN-115
La carretera NN‑115 es una vía departamental secundaria ubicada en el departamento de Chontales. Esta conecta comunidades rurales al sur de El Coral, permitiendo el transporte agrícola y ganadero en la región.

## Trazado y cruces
| km   | Localidad / Punto | Departamento | Conexión / Ruta |
| ---- | ----------------- | ------------ | --------------- |
| 0,0  | Las Cañas         | Chontales    | NN 114          |
| 10,5 | El Lajero         | Chontales    | Camino rural    |

## Coordenadas
Uno de los tramos de la NN‑115 puede ser encontrado en las coordenadas: 11°41′14″N 84°26′28″O / 11.6872, -84.4411